# Stanisław Jaromi

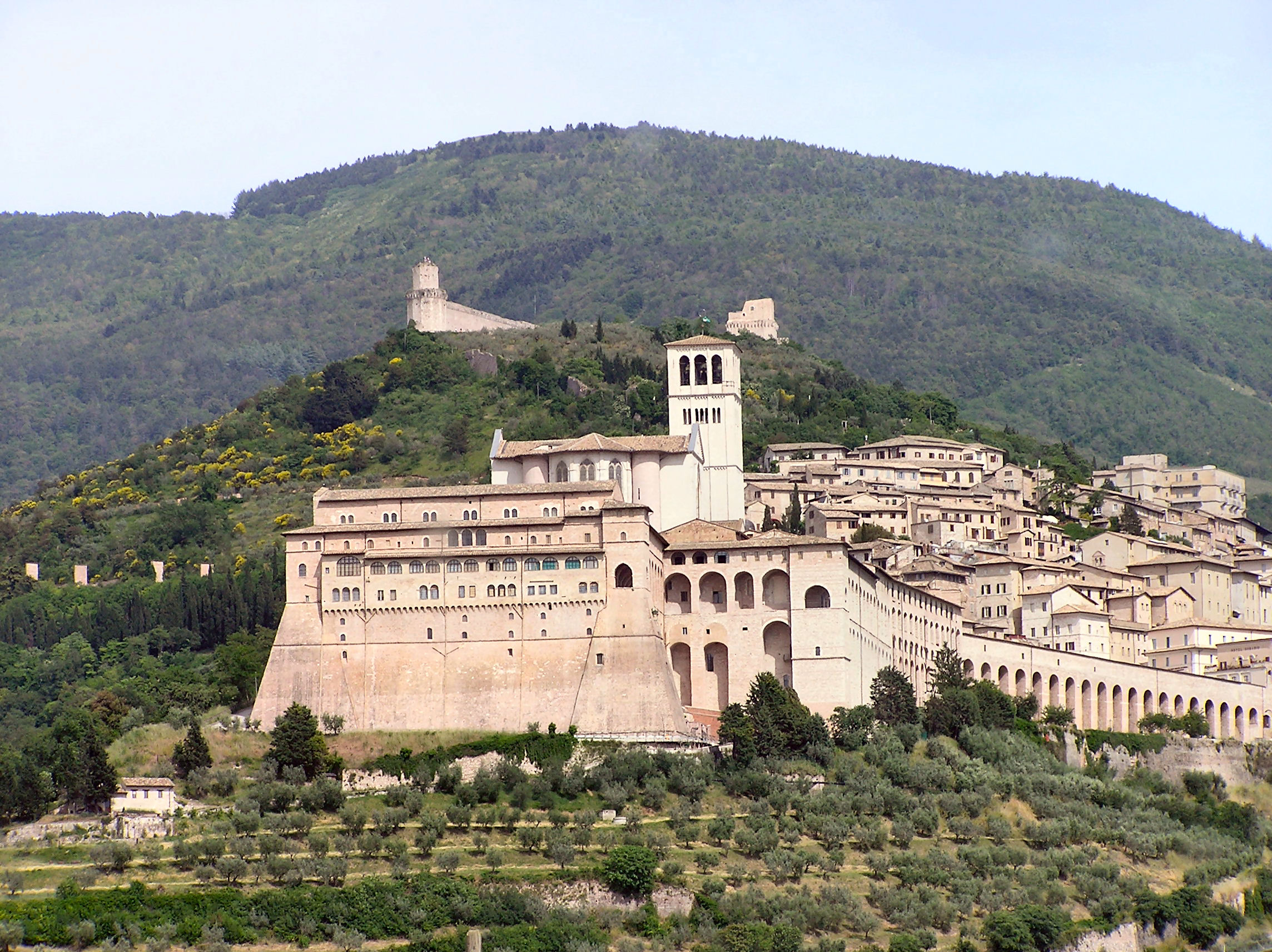
Bazylika Świętego Franciszka i klasztor franciszkanów Sacro Convento w Asyżu,

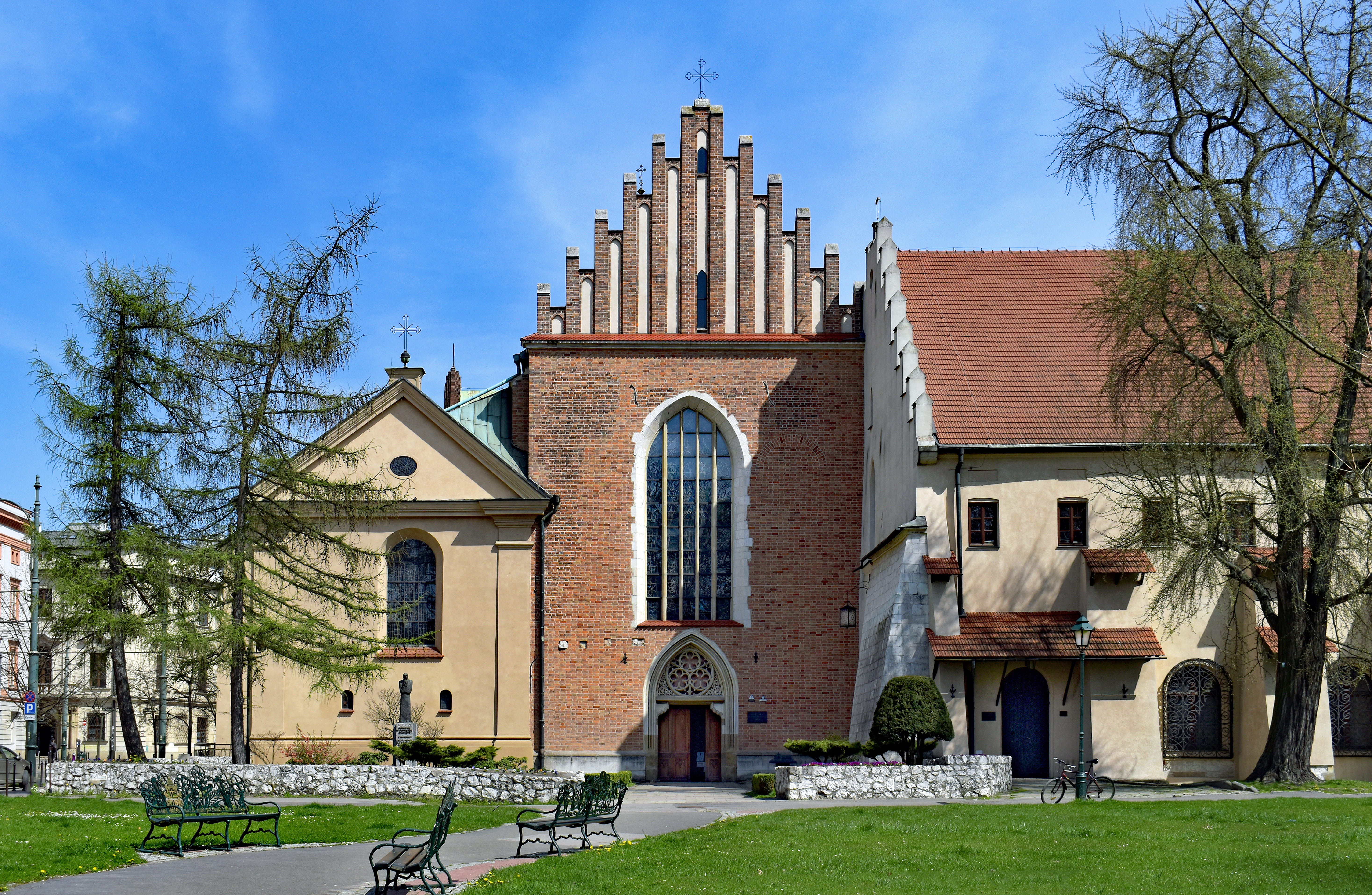
Bazylika św. Franciszka z Asyżu w Krakowie widziana z Plant, po lewej kaplica Męki Pańskiej, po prawej klasztor franciszkanów konwentualnych,

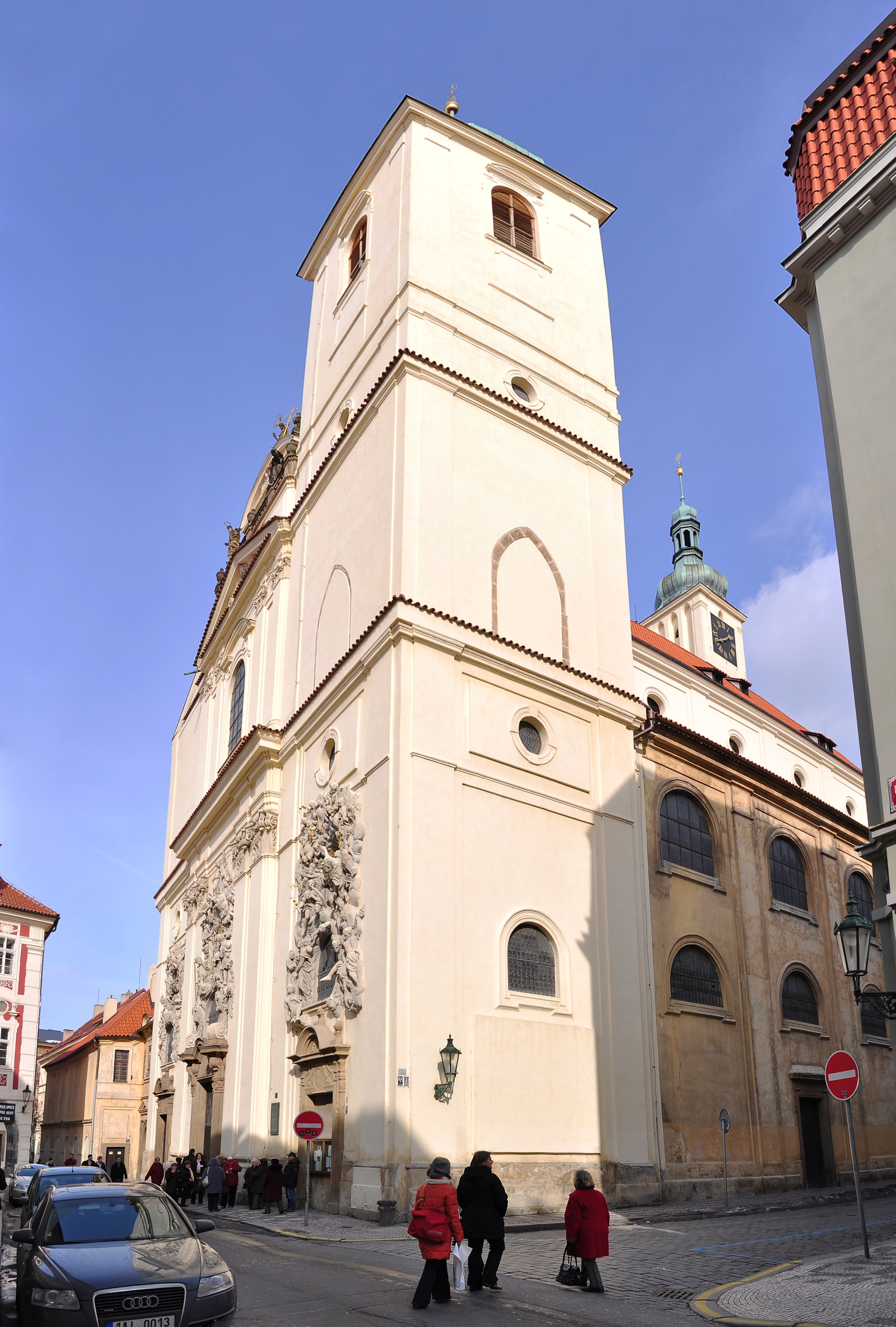
Bazylika św. Jakuba Starszego w Pradze, widok od południowego zachodu,

Stanisław Jaromi (ur. 4 września 1963 w Skołoszowie) – polski duchowny rzymskokatolicki, franciszkanin konwentualny, filozof i ekolog, organizator chrześcijańskiej edukacji ekologicznej.

## Życiorys
Maturę uzyskał w Technikum Elektronicznym w Przemyślu i w 1983 wstąpił do zakonu franciszkanów. Jest zakonnikiem Prowincji św. Antoniego z Padwy i bł. Jakuba Strzemię Zakonu Braci Mniejszych Konwentualnych w Krakowie. Śluby wieczyste złożył w 1988 i ukończył Wyższe Seminarium Duchowne Franciszkanów w Krakowie uzyskując tytuł magistra teologii na podstawie pracy o katolickiej nauce społecznej (pod kierownictwem dr Władysława Skrzydlewskiego OP).
Święcenia kapłańskie otrzymał w 1990 od bpa Augustyna Januszewicza, franciszkanina pracującego w Brazylii. Przez krótki okres prowadził pracę duszpasterską w Legnicy. W 1991 wyjechał do Czech i pracował w klasztorach w Brnie i Opawie, gdzie w 1993 został administratorem, a następnie proboszczem dużej miejskiej parafii. Był formatorem kandydatów do zakonu i pierwszym duszpasterzem akademickim w nowo założonym Uniwersytecie Śląskim w Opawie.
W 1995 rozpoczął studia z filozofii i ochrony środowiska na Katolickim Uniwersytecie Lubelskim Jana Pawła II i w 1999 otrzymał na Wydziale Matematyczno-Przyrodniczym magisterium z ochrony środowiska (pod kierownictwem prof. Stefana Kozłowskiego). W 2004 na Wydziale Filozofii uzyskał doktorat nauk humanistycznych w zakresie filozofii przyrody na podstawie pracy Ecologia humana w ujęciu Jana Pawła II. Aspekty filozoficzne (promotorem był abp prof. Józef Życiński). W 1996 został przewodniczącym Ruchu Ekologicznego św. Franciszka z Asyżu (REFA), odnowił jego struktury i statut oraz doprowadził do rejestracji jako stowarzyszenie.
W 2004 otrzymał nominację na franciszkańskiego asystenta generalnego ds. sprawiedliwości, pokoju i ochrony stworzenia i wyjechał do Asyżu do wspólnoty Sacro Convento oraz do pracy w Międzynarodowym Centrum na rzecz Dialogu (CEFID). W 2007 przeszedł do kurii generalnej w Rzymie, pracując we franciszkańskim sekretariacie ds. sprawiedliwości, pokoju, ochrony stworzenia, ekumenizmu i dialogu międzyreligijnego oraz we Franciszkańskim Centrum Studiów Ekologicznych (CFSA) w międzynarodowym kolegium „Seraphicum”.
W 2009 wrócił do Krakowa i rozpoczął pracę wykładowcy Wyższego Seminarium Duchownego Franciszkanów. Z nominacji kardynała Stanisława Dziwisza został pierwszym franciszkańskim kapelanem zgromadzenia sióstr sercanek w Krakowie. Równocześnie kontynuował pracę szefa REFA. Został także redaktorem rocznika naukowego „W nurcie franciszkańskim” oraz przewodniczącym (2010–2017) Franciszkańskiego Towarzystwa Naukowego. W 2016 przeniósł się do klasztoru w Radomsku, gdzie utworzył centralne biuro REFA. Od 2024 jest przełożonym klasztoru i rektorem bazyliki św. Jakuba Starszego w Pradze.

## Działalność
Na początku studiów w 1984 wstąpił do nowo powstałego w Krakowie stowarzyszenia REFA i zaangażował się w budowę ruchu ekologicznego w Polsce. W 1990 opublikował tekst z okazji 10-lecia ogłoszenia św. Franciszka z Asyżu patronem środowiska.

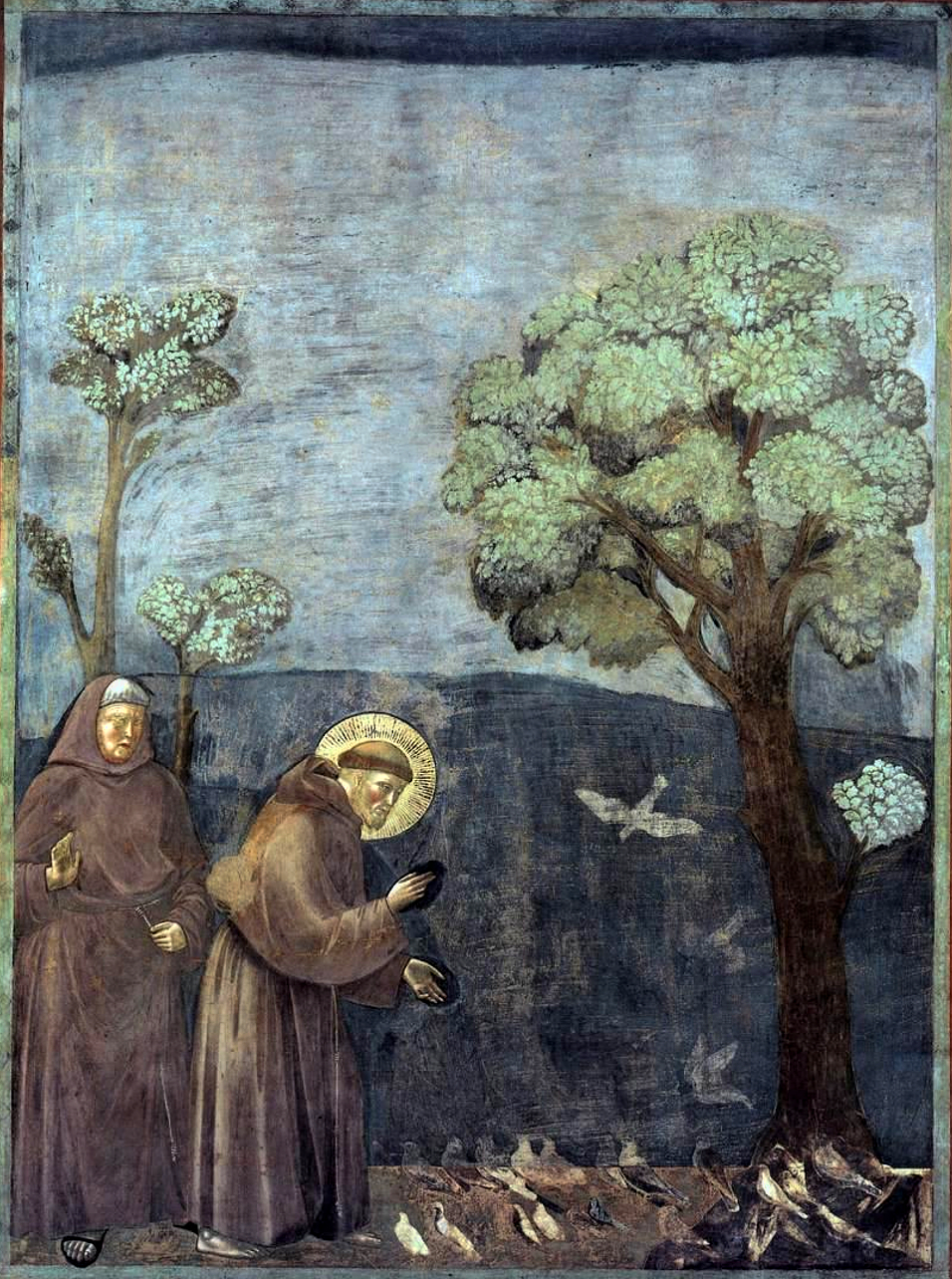
Scena Kazania do ptaków opisana w życiorysie św. Franciszka – fresk (ok. 1295) autorstwa Giotto di Bondone w bazylice Świętego Franciszka w Asyżu

Zajmuje się ekologią i ochroną środowiska naturalnego w perspektywie tradycji franciszkańskiej. Pisze o chrześcijańskiej wizji świata i różnych nurtach ekofilozofii. Jest propagatorem nauczania społecznego Kościoła na tematy ekologiczne, zwłaszcza ekologii Jana Pawła II i orędzia papieża Franciszka na tematy ekologiczne przedstawionego w encyklice Laudato si’. Wskazał na franciszkańskie inspiracje tej encykliki. W licznych tekstach rozwijał etykę zrównoważonego rozwoju, tematykę dialogu nauki i wiary, ekologię integralną, tematy bioetyczne, kwestie odpowiedzialności klimatycznej, duchowości i eko-sprawiedliwości.
Jest organizatorem i moderatorem działań Ruchu REFA, który w 2018 został zaprezentowany w Watykanie, jako jedna z 12 katolickich inicjatyw ekologicznych na świecie odpowiadająca na wezwania Laudato si'. Przedstawiciele REFA (w tym Stanisław Jaromi) uczestniczyli wtedy w audiencji papieskiej dla katolickich ekologów i otrzymali od Franciszka błogosławieństwo na dalsze działania. W czasie Światowych Dni Młodzieży w Krakowie w 2016 Ruch zrealizował eko-wioskę nazwaną Laudato si’. W 2018 REFA działał w międzynarodowym forum poświęconym światowej polityce klimatycznej – Konferencji Narodów Zjednoczonych w sprawie Zmian Klimatu w Katowicach.
Od 2012 Stanisław Jaromi jest szefem portalu internetowego Święto Stworzenia, który stał się głosem chrześcijańskim i franciszkańskim w szeroko rozumianej problematyce ekologicznej. Był inicjatorem kampanii „Czyńcie sobie Ziemię kochaną”, projektu Ogrodów Brata Franciszka oraz szkół liderów ekologii integralnej.
Stanisław Jaromi jest autorem Przewodnika po encyklice Laudato si’ Ojca Świętego Franciszka. Zagadnienia ekologii katolickiej w relacji do problemów współczesności przedstawił w książkach Idea franciszkańska – Wielkie problemy współczesności oraz Patron Ekologów. W 2019 opublikował książkę Boska Ziemia, w której analizował kwestie etyczno-moralne różnych aspektów ochrony środowiska i którą kończył pisać w dżungli amazońskiej. Wydawnictwo Znak wydało wcześniej z jego udziałem e-book Ekologia. Prowadzi bloga z zakresu filozofii, wiary i duchowości, a także nauki, kultury i ekologii. Przedstawia w mediach zasady ekologii chrześcijańskiej. Uczestniczy w gremiach eksperckich i konferencjach naukowych.
Jest przewodniczącym franciszkańskiej Komisji do spraw sprawiedliwości, pokoju oraz integralności stworzenia FEMO (Federacji Europy Środkowo-Wschodniej Zakonu Braci Mniejszych Konwentualnych). Planowany projekt Centrum Fratelli tutti będzie od 2024 realizował w Pradze. Został także przewodniczącym międzynarodowego komitetu organizacyjnego jubileuszu 800-lecia Pieśni Stworzeń św. Franciszka planowanego w 2025 w Kalwarii Pacławskiej. W 2024 wydał komentarz «Laudate Deum» Papieża Franciszka walka o klimat poszerzony o polską perspektywę do treści papieskiej adhortacji w sprawie kryzysu klimatycznego.

## Wyróżnienia
Został wyróżniony tytułem Człowieka Roku Polskiej Ekologii 2016. W 2015 otrzymał nagrodę przyrodników – Medal Polskiej Niezapominajki. Za zaangażowanie w edukację ekologiczną został uhonorowany w 2015 nagrodą im. bpa Romana Andrzejewskiego przyznawaną przez fundację Solidarna Wieś. Równocześnie otrzymał specjalną nagrodę Senatu RP. W czasie wręczenia głównej nagrody przez abpa Henryka Hosera w auli Sekretariatu Konferencji Episkopatu Polski odczytano list od prezydenta Andrzeja Dudy, który napisał:

Laureat tegorocznej edycji Nagrody im. ks. bpa Romana Andrzejewskiego, idąc w ślad za duchowym ojcem franciszkanów, świętym Franciszkiem z Asyżu, od lat angażuje się w filozoficzne pogłębienie oraz popularyzację chrześcijańskiej refleksji nad zagadnieniami współczesnej ekologii. Pragnę wyrazić uznanie dla tych wysiłków i serdecznie pogratulować Ojcu Doktorowi prestiżowego wyróżnienia.

.

## Publikacje książkowe
- «Laudate Deum» Papieża Franciszka walka o klimat. Redakcja: Stanisław Jaromi. Kraków: Wydawnictwo WAM, Ruch Ekologiczny św. Franciszka z Asyżu, Uniwersytet Ignatianum w Krakowie, s. 156. ISBN 978-83-277-3902-5.  (spis treści i fragment książki)
- Stanisław Jaromi, Andrzej Draguła, Agnieszka Gałuszka, Marcin Popkiewicz, Dobrosława Wiktor-Mach, Zbigniew Wróblewski, Michał Wyrostkiewicz: Kościół w dobie antropocenu. Kraków: Ruch Ekologiczny św. Franciszka z Asyżu, Kielce: Wydawnictwo Jedność, 2023, s. 201. ISBN 978-83-8144-891-8. (opis)
- Czyńcie Ziemię kochaną!. Redakcja: Stanisław Jaromi. Kraków: Ruch Ekologiczny św. Franciszka z Asyżu – REFA, 2021, s. 151. ISBN 978-83-960976-0-6.
- Boska Ziemia. Kraków: Społeczny Instytut Wydawniczy „Znak”, 2019, s. 227. ISBN 978-83-240-5898-3. (ebook)
- Patron Ekologów. Redakcja: Stanisław Jaromi. Kraków: Wydawnictwo Franciszkanów Bratni Zew – Ruch Ekologiczny św. Franciszka z Asyżu, 2019, s. 128. ISBN 978-83-7485-344-6.
- Idea franciszkańska. Wielkie problemy współczesności i nasze małe odpowiedzi. Kraków: Wydawnictwo Franciszkanów „Bratni Zew”, 2018, s. 112. ISBN 978-83-7485-321-7.
- Kościół i nauka w obliczu ekologicznych wyzwań: źródła, inspiracje i konteksty encykliki Laudato si'. Redakcja: Jacek Poznański i Stanisław Jaromi. Kraków: Akademia Ignatianum i Wydawnictwo WAM, 2016, s. 262. ISBN 978-83-7614-258-6.
- Losy nadziei świętego Jana Pawła II. Redakcja: Agnieszka Hennel-Brzozowska i Stanisław Jaromi. Kraków: Wydawnictwo „Scriptum” i Towarzystwo Naukowe „Fides et Ratio“, 2016, s. 241. ISBN 978-83-65432-15-5.
- Eco-book o eko-Bogu. (rozmowa z Michałem Olszewskim). Kraków: Wydawnictwo Salwator, 2010, s. 136. ISBN 978-83-7580-193-4.
- Duchowość świata według Sergiusza Riabinina: rosnąć można tylko z ziemi.... Redakcja: Stanisław Jaromi. Rzeszów – Kraków – Lublin: Larus Studio, 2007, s. 136. ISBN 978-83-923511-0-8.
- Ecologia humana – chrześcijańska odpowiedź na kryzys ekologiczny. Kraków: Wydawnictwo OO. Franciszkanów „Bratni Zew”, 2004, s. 222 (praca doktorska). ISBN 83-88903-66-7.